# KkStB 494
kkStB 494 – seria lokomotyw używanych przez Cesarsko-Królewskie Koleje Państwowe, pierwotnie obsługujących linię Mühlkreisbahn.
Wyprodukowano 5 egzemplarzy lokomotyw tej serii, początkowo oznaczanych jako 94.61-65 a od roku 1905 jako 494.61-65. Po pierwszej wojnie światowej zostały przeniesione do Österreichische Bundesbahnen, gdzie służyły aż do roku 1932. Lokomotywa o numerze 494.62 została zakupiona, w latach 30. dwudziestego wieku, przez cukrownię w mieście Hohenau an der March, skąd trafiła ostatecznie do muzeum kolejowego linii Mühlkreisbahn w Berg bei Rohrbach.

## Literatura
- Verzeichnis der Lokomotiven, Tender, Wasserwagen und Triebwagen der k. k. österreichischen Staatsbahnen und der vom Staate betriebenen Privatbahnen nach dem Stande vom 30. Juni 1917, 14. wydanie, Verlag der k. k. österreichischen Staatsbahnen, Wiedeń, 1918
- Karl Gölsdorf, Lokomotivbau in Alt-Österreich 1837–1918, Verlag Slezak, 1978. ISBN 3-900134-40-5
- Helmut Griebl, ČSD-Dampflokomotiven, cz.2, Verlag Slezak, Wiedeń, 1969
- Johann Stockklausner, Dampfbetrieb in Alt-Österreich, Verlag Slezak, Wiedeń, 1979, ISBN 3-900134-41-3
- Dieter Zoubek, Erhaltene Dampflokomotiven in und aus Österreich, Eigenverlag, 2004, ISBN 3-200-00174-7
- Johann Blieberger, Josef Pospichal, Enzyklopädie der kkStB-Triebfahrzeuge, Band 4: Die Reihen 83 bis 100, Schmalspur- und nicht mit Dampf betriebene Bauarten. bahnmedien.at, 2011, ISBN 978-3-9502648-8-3